# Línea 306 (Montevideo)

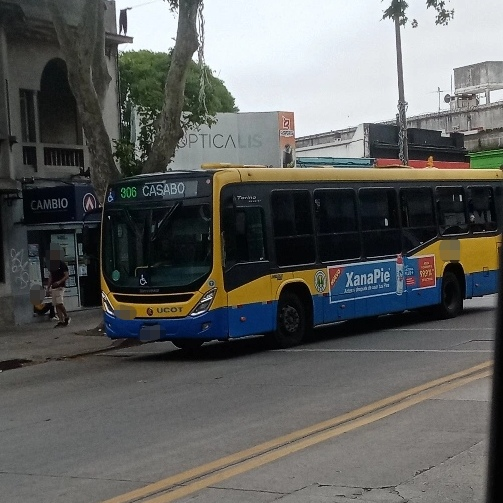
Línea 306 sobre la Avenida 8 de Octubre.

La línea 306 de la red de transporte urbano de Montevideo une Casabó con Barra de Carrasco. Es considerada una de las líneas urbanas con mayor recorrido de la ciudad.

## Características
Creada en los inicios de la cooperativa Unión Cooperativa Obrera en 1963, uniendo Casabó al oeste de Montevideo, con el barrio de Carrasco. En el año 1999 su recorrido fue extendido hacia la Barra de Carrasco, con motivo de la apertura del Centro Comercial Geant del Parque Roosevelt. 
En septiembre de 2023, con motivo de la inauguración de la nueva terminal de Bajo Valencia, su recorrido fue extendido hacia dicha terminal, en la intersección de Costanera Casabó y Camino Burdeos.

### Frecuencia
Opera con una frecuencia máxima de un ómnibus cada once minutos durante las mañanas y en las tardes de días hábiles, mientras que los fines de semana la frecuencia se amplía a quince minutos. En el horario nocturno las frecuencias tienen un período de entre 19 a 33 minutos aproximadamente
| Línea 306                | Días hábiles | Sábados | Lunes |
| ------------------------ | ------------ | ------- | ----- |
| Primera salida de Géant  | 06:30        | 06:14   | 06:14 |
| Última salida de Géant   | 23:00        | 23:07   | 23:06 |
| Primera salida de Casabó | 00:25        | 00:25   | 00:25 |
| Última salida de Casabó  | 23:20        | 23:26   | 23:35 |

## Recorridos
Circula por los barrios Barra de Carrasco, Carrasco, Punta Gorda, Cruz Carrasco, Malvín Norte, Flor de Maroñas, Curva de Maroñas, Villa Española, Maroñas, Las Acacias, Cerrito de la Victoria, Pérez Castellanos, Brazo Oriental, Atahualpa, Prado, Paso Molino, Belvedere, La Teja, Villa del Cerro y Casabó.
| Ida - (Terminal Parque Roosevelt) - Avenida a La Playa - Avenida Ingeniero Luis Giannattasio - Avenida Al Parque - Rambla Tomás Berreta - Rafael Barradas - Avenida General Rivera - Pedro Figari - Mantua - Gabriel Otero - Avenida Pedro Blanes Viale - Avenida General Rivera - Doctor Alejandro Gallinal - Pitágoras - Alberto Zum Felde - Flammarión - Doctor Alejandro Gallinal - Cambay - Campoamor - Veracierto - Avenida José Belloni - Andén 4 (Intercambiador Belloni - Avenida 8 de Octubre - 20 de febrero - Fray Manuel de Úbeda - Camino Corrales - Galvani - Rancagua - Avenida General Flores] - Avenida Luis Alberto de Herrera - Avenida Doctor Carlos María de Pena - Camino Castro - Avenida Agraciada - San Quintín - Juan Pandiani - Avenida Carlos María Ramírez - Cuba - China - Bulgaria - Rusia - Continuación Rusia - Ucrania - Etiopía - Costanera Casabó - (Bajo Valencia) | Vuelta - Casabó - Costanera Casabó - Etiopía - Ucrania - Continuación Rusia - Bulgaria - Suecia - Cuba - Avenida Carlos María Ramírez - Avenida Santín C.Rossi - Pedro Castellino - Zona A (Terminal del Cerro) - Egipto - Japón - Avenida Carlos María Ramírez - Avenida Agraciada - Camino Castro - Avenida Doctor Carlos María de Pena - Avenida Luis Alberto de Herrera - Avenida General Flores - Camino Corrales - Avenida 8 de Octubre - Andén 6 (Intercambiador Belloni) - Avenida José Belloni - Veracierto - Campoamor - Cambay - Doctor Alejandro Gallinal - Flammarión - Alberto Zum Felde - Pitágoras - Doctor Alejandro Gallinal - Caramurú - Avenida Bolivia - Avenida Pedro Blanes Viale - Gabriel Otero - Mantua - Nariño - Avenida General Rivera - Rafael Barradas - Rambla Tomás Berreta - Rambla Costanera - Avenida Al Parque - Avenida Giannatasio - Avenida a La Playa - (Terminal Parque Roosevelt) |

### Destinos intermedios
Ida
- Terminal del Cerro

Vuelta
- 8 de Octubre y Corrales
- Intercambiador Belloni
- Punta Gorda
- Hotel Carrasco
- Parque Rivera
- Puente Carrasco